# Home (Kansas)
Home – jednostka osadnicza w Stanach Zjednoczonych, w stanie Kansas, w hrabstwie Marshall.